# Tsawataineuk
Die Tsawataineuk oder Tsawataineuk Nation nennt sich selbst Dzawada’enuxw (ein Name, der vom Vogelgesang abgeleitet ist), doch wird sie gelegentlich immer noch nach ihrem Wohnort Kingcome Inlet genannt. Sie ist eine der First Nations im westlichen Kanada. Sie leben in der Provinz British Columbia, genauer gesagt gegenüber von Port Hardy (auf Vancouver Island) an der Ostseite der Johnstone Strait. Ihre Sprache, Kwak'wala, gehört zu den Wakash-Sprachen.
Die Tsawataineuk gehören zu den nördlichen Kwakwaka'wakw und bilden dort zusammen mit zwei anderen Stämmen, den Kwicksutaineuk und den Namgis den Musgamagw Tsawataineuk Tribal Council.

## Geschichte
Wie bei vielen der First Nations an der Westküste Kanadas, spiegeln die Mythen die Erinnerung an eine Große Flut wider. Als Ahn des Stammes gilt Kawadilikala, der zusammen mit seinem Bruder Kwalili vor der Flut aus den Bergen kam. Sie waren zuvor Wölfe. Kwalili zog jedoch weiter und wurde der Ahnherr der Haxwa'mis am Wakeman Sound.
Um 1850 lebten sie in der Nachbarschaft der Nakwoktak, der Hamuamis, der Tsawtainuk, der Kwiksoutainook. Ihnen gegenüber, auf Vancouver Island siedelten die Kwakiutl und andere Kwak'wala sprechende Stämme. Sie lebten in Langhäusern, den gigukwdzi. Diese wurden ab etwa 1900 von europäischen Häusern verdrängt.

## Reservate
Seit 1916 leben sie hauptsächlich in der Indianerreservation Quaee 7 (174,7 ha). Es liegt am Kingcome River rund 3 km oberhalb der Mündung des gleichnamigen Inlets. Ebenfalls am Kingcome Inlet liegt Charles Creek 2 (2,4 ha), auf der linken Seite des Charles River. Am Südufer des Inlets, am Ostufer des Belle Isle Sound liegt Bat-l-ki 3 (4,9 ha), dann Kawages 4 (3,4 ha) an der Nordseite des Simoon Sound. Schließlich Kukwapa 5 (32,8 ha), das die gesamte Insel Fly Island umfasst, einer Insel im Fife Sound, nordöstlich von Eden Island.
Von den 546 registrierten Stammesangehörigen lebten im Dezember 2023 insgesamt 81 in eigenen Reservaten, 63 in Reservaten anderer First Nation, dazu kommen weitere 403 Angehörige, die außerhalb von Reservaten lebten.

## Aktuelle Situation
Die Lebensmittelversorgung, die bis vor wenigen Jahrzehnten unmittelbar aus der Umgebung erfolgte, ist aufgrund von Algenzuwanderungen, aber vor allem wegen der Schäden aus Fischzuchten und -fabriken nicht mehr möglich. 2003 gab es allein am Broughton Archipelago rund 30 Fischzuchten. Nirgendwo im Westen Kanadas ist die Konzentration von Fischfarmen so groß, wie hier. 2002 brachen die Lachspopulationen (vor allem der pink salmon) zusammen, seitdem gibt es keine Lachswanderungen mehr, was wiederum die Bärenpopulation aushungert und weitere ökologische Folgen nach sich zieht. Besonders Heritage Salmon Limited und Stolt Sea Farm Inc. stechen hierbei hervor. Letztere ist Ableger eines ehemals norwegischen, inzwischen luxemburgischen Unternehmens. 2000 schätzte man noch 3,6 Millionen Lachse, zwei Jahre später waren es kaum noch 150.000 – Pink Salmons ziehen hier nur alle zwei Jahre.
2003 wandten sich die Indianer mit Hilfe des Sierra Legal Defense Fund an den British Columbia Supreme Court, den Obersten Gerichtshof der Provinz British Columbia. Dazu schlossen sie sich mit den Gwawaenuk, Namgis und Kwicksutaineuk Bands zusammen, die ebenfalls betroffen sind.
Vor dem Hintergrund dieser und anderer Erfahrungen verweigern seit 2005 diese drei Stämme jede Mitarbeit beim staatlichen Central Coast Land and Resource Management Plan, unter ihnen die Gwawaenuk.
Im August 2003 wurde ein neues gigukwdzi, also ein großes Haus eingeweiht. Es dient heute Veranstaltungen, wie Potlatches und dem Unterricht von Gesang und Tanz.